# يوكي ياماأتشي
يوكي ياماأتشي (باليابانية: 山内 友喜) (10 مايو 1982 في أكيتا في اليابان – )؛ هو لاعب كرة قدم سابق كان يلعب كمدافع.